# W-League (Australia) 2011-12
La W-League 2011-12 fue la cuarta edición de la W-League, la máxima categoría del fútbol femenino en Australia. Participaron 7 equipos en doce jornadas y una fase final de eliminatorias a la que se clasificaban los 4 primeros equipos de la temporada regular.
El campeón del torneo regular y de la temporada fue el Canberra United FC.

## Equipos
| Equipo             | Ciudad    |
| ------------------ | --------- |
| Adelaide United    | Adelaida  |
| Brisbane Roar      | Brisbane  |
| Canberra United FC | Canberra  |
| Melbourne Victory  | Melbourne |
| Newcastle Jets     | Newcastle |
| Perth Glory        | Perth     |
| Sydney FC          | Sídney    |

## Clasificación
| Pos. | Equipo                  | Pts. | PJ | G | E | P | GF | GC | Dif. | Clasificación   |
| ---- | ----------------------- | ---- | -- | - | - | - | -- | -- | ---- | --------------- |
| 1    | Canberra United (T) (C) | 24   | 10 | 7 | 3 | 0 | 23 | 9  | +14  | Campeón T. Reg. |
| 2    | Brisbane Roar           | 21   | 10 | 6 | 3 | 1 | 20 | 11 | +9   | Eliminatorias   |
| 3    | Sydney FC               | 17   | 10 | 5 | 2 | 3 | 26 | 8  | +18  | Eliminatorias   |
| 4    | Melbourne Victory       | 17   | 10 | 5 | 2 | 3 | 21 | 9  | +12  | Eliminatorias   |
| 5    | Newcastle Jets          | 12   | 10 | 4 | 0 | 6 | 18 | 22 | −4   |                 |
| 6    | Perth Glory             | 6    | 10 | 2 | 0 | 8 | 11 | 36 | −25  |                 |
| 7    | Adelaide United         | 3    | 10 | 1 | 0 | 9 | 6  | 30 | −24  |                 |

 Fuente: Soccerway
(T) Campeón del Torneo Regular.

(C) Campeón de la temporada.

## Eliminatorias
Los cuatro primeros equipos de la temporada regular compiten por el título del campeonato.
|  | Semifinales | Semifinales        | Semifinales |               |   | Grand Final        | Grand Final | Grand Final |  |
|  |             |                    |             |               |   |                    |             |             |  |
|  |             |                    |             |               |   |                    |             |             |  |
|  | 1           | Canberra United FC | 1           |               |   |                    |             |             |  |
|  | 1           | Canberra United FC | 1           |               |   |                    |             |             |  |
|  | 4           | Melbourne Victory  | 0           |               |   |                    |             |             |  |
|  | 4           | Melbourne Victory  | 0           |               | 1 | Canberra United FC | 3           |             |  |
|  |             |                    |             |               | 1 | Canberra United FC | 3           |             |  |
|  |             |                    | 2           | Brisbane Roar | 2 |                    |             |             |  |
|  | 2           | Brisbane Roar      | 2           | Brisbane Roar | 2 | 1 (4)              |             |             |  |
|  | 2           | Brisbane Roar      |             |               |   | 1 (4)              |             |             |  |
|  | 3           | Sydney FC          | 1 (3)       |               |   |                    |             |             |  |
|  | 3           | Sydney FC          | 1 (3)       |               |   |                    |             |             |  |
|  |             |                    |             |               |   |                    |             |             |  |

| Campeón            |
| Canberra United FC |
| 1.° título         |